# Adam Chruszczewski
Adam Chruszczewski (ur. 19 września 1932 w Przyszowie, zm. 16 czerwca 2019 w Lublinie) – polski historyk.

## Życiorys
Absolwent historii Katolickiego Uniwersytetu Lubelskiego (1956). Uczeń Jerzego Kłoczowskiego. W latach 1957–1959 i 1973-1997 pracownik Instytutu Geografii Historycznej Kościoła w Polsce. W latach 1959–1972 pracownik Katedry Historii Średniowiecznej i Nauk Pomocniczych Historii Sekcji Historii Katolickiego Uniwersytetu Lubelskiego Jana Pawła II. W latach 1972–1975 był redaktorem naczelnym "Biuletynu Informacyjnego Katolickiego Uniwersytetu Lubelskiego". Redaktor serii "Żeńskie zgromadzenia zakonne w Polsce 1939-1947" (Lublin od 1982). 

## Wybrane publikacje
- (redakcja) Naród - kościół - kultura: szkice z historii Polski, red. Adam Chruszczewski, Lublin: Redakcja Wydawnictw KUL 1986 (przekład angielski: Nation - church - culture: essays on Polish history, ed. Adam Chruszczewski, Lublin 1990).
- Dzieje kościoła w Polsce: tablice chronologiczne, Lublin: TNKUL 1993.
- (redakcja) Żeńskie zgromadzenia zakonne w Polsce 1939-1947, t. 1-17, Lublin: Redakcja Wydawnictw KUL 1982-2014.